# Brother from the Same Planet
"Brother from the Same Planet" är avsnitt 14 från säsong fyra av Simpsons. Avsnittet sändes på Fox i USA den 4 februari 1993 och skrevs av Jon Vitti och regisserades av Jeffrey Lynch. Efter att Homer glömt att hämta Bart efter fotbollsträningen börjar Bart leta efter en ny fadersfigur, och Tom blir hans nya vän och storebror. Homer saknar sin son och Pepi blir hans nya vän och lillebror. Lisa har blivit beroende av att ringa till Coreys telefonlinje och försöker sluta med samtalen. Producenterna försökte få Tom Cruise spela Tom men han ville inte, så de lät Phil Hartman medverka istället. Hartman spelar också Mr. Muntz, och Marcia Wallace medverkar som Edna Krabappel. Avsnittet har blivit hyllat av kritikerna, och är en av producenterna bakom King of the Hills favoriter.

## Handling
Marge upptäcker att de har fått en hög telefonräkning för samtal till Coreys telefonlinje och det visar sig att Lisa har ringt samtalen. Lisa lovar att sluta ringa betalsamtal på familjens telefon. Efter att Barts fotbollsträning är slut glömmer Homer hämta hem honom. Homer sitter i badet då han till slut kommer på att han glömt hämta Bart från träningen. Då han hämtar Bart flera timmar för sent är han sur på honom. Bart sitter sedan hemma och ser på TV, en reklamfilm om en ideell organisation som hjälper personer som inte har en pappa att få ha en låtsaspappa som kallas storebror. Lisa börjar ringa till Corey från andra platser som hos Doktor Hibbert och Springfield Elementary School. När rektor Skinner upptäcker Lisas samtal föreslår han att hon ska försöka en hel dag utan att ringa, klarar hon det klarar hon det för evigt.
Bart besöker den ideella organisationen för storebröder och låtsas att hans pappa lämnade honom för sex år sedan och han får Tom som sin "storebror". Bart börjar umgås med Tom på sin fritid. Homer får sedan reda på att Bart har en storebror och bestämmer sig för bli lillebror till en egen unge, som Tom. Han får den föräldralösa Pepi och Homer börjar umgås med honom istället för Bart. Lisa försöker klara en dag utan att ringa till Corey och hon klarar det och Marge blir glad över det. Det är brorsdagen i ett vattenland och både Homer och Bart är där med sina bröder. Tom och Homer möter där varandra för första gången, de börjar slåss och både Homer och Tom hamnar på sjukhus. Homer får inte jobba som storebror längre och Bart får inte ha kvar sin. Pepi är ledsen över att ha förlorat sin storebror och Tom över att ha förlorat sin lillebror. Bart får då en idé och Tom blir ny lillebror till Pepi. Efter detta börjar Homer och Bart att umgås igen.

## Produktion
Avsnittet skrevs av Jon Vitti och regisserades av Jeffrey Lynch. Avsnittet sändes på Fox i USA den 4 februari 2013. Författarna hoppades att de skulle få Tom Cruise spela Tom. Cruise ville inte medverka så de fick låta Phil Hartman spela hans roll. Hartman spelar också Mr. Muntz och Marcia Wallace medverkar som Edna Krabappel. Författarna baserade Corey på The Two Coreys. Pepi baserades på Dondi. I avsnittet kollar Bart och Tom på en sekvens med Ren & Stimpy. Producenterna kontaktade Nickelodeon för att få tillstånd att använda figurerna i serien. Nickelodeon gick med på det. Ren & Stimpys animatörer fick därför rita sekvensen med deras figurer.
I avsnittet kollar Bart på Tuesday Night Live som är en parodi på NBCs Saturday Night Live. Krusty har i avsnittet en sketch som handlar om stora öron som är tolv minuter lång. Idén kom från Jon Vitti som ville kritisera Saturday Night Live för sina långa sketcher med få skämt. Sekvensen var från början längre men klipptes ner eftersom de gamla författarna från Saturday Night Live som jobbade med serien, George Meyer och John Swartzwelder, inte ville skämta för mycket om sina gamla jobb. Författarna hade svårt att komma på slutet och Sam Simon ville att de skulle kolla på filmen Hans vilda fru för att få några idéer. Efter att författarna sett filmen tillsammans en lördag bestämde de sig för göra en slagsmålsscen som John Waynes och Victor McLaglens rollfigurer. Scenen var svår för producenterna att få ljudet att fungera till eftersom det skulle vara roligt, men inte skrämmande. De upptäckte att de mest realistiska ljuden lät minst roligt. Producenterna hade mest problem med hitta ett passande ljud då Homer spräcker sin ryggkota och de valde där det minst realistiska ljudet de hittade, eftersom de ansåg att det lät mest smärtsamt och roligt.

## Kulturella referenser
Scenen där Milhouse Skriver "!Trab pu kcip" på väggen är en referens till The Shining. Bart misstar en kvinna för Homer då han väntar på att bli hämtad från fotbollen, kvinnan sjunger "I Am Woman". Medan Bart väntar lyfts en nunna upp i luften av vinden som en referens till The Flying Nun. Bart och Tom tittar i avsnittet på en sekvens ur Ren & Stimpy.  Homer kollar i avsnittet på en dokumentär om Bart Starr. Scenen där Homer anklagar Bart för att han har en storebror är referens till Vem är rädd för Virginia Woolf?. I en påhittad historia som Homer berättar om Pepi för Bart ber han honom att hålla käften och trycker in en halv grapefrukt i hans ansikte som en referens till Public Enemy - samhällets fiende nr 1. Bart kollar på Tuesday Night Live som är en parodi på NBCs Saturday Night Live. Bakgrundsmusiken som används för slagsmålsscen är en parodi på musiken som används i kampscenen i Hans vilda fru. Skinners monolog om att hans mor tittar på honom är en parodi på en scen i Psycho.

## Mottagande
Avsnittet hamnade på plats 18 över mest sedda program under veckan med en Nielsen ratings på 14,9, vilket gav 13,9 miljoner hushåll och var det mest sedda programmet på Fox under veckan. I boken I Can't Believe It's a Bigger and Better Updated Unofficial Simpsons Guide har Warren Martyn och Adrian Wood skrivit angående avsnittet att de gillar Homer då han försöker komma på att han ska hämta Bart. I boken The Psychology of The Simpsons har Robert M. Arkin och Philip J. Mazzocco tagit upp en scen från avsnittet där Homer pratar med sin egen hjärna om ett önskat tillvägagångssätt för att illustrera tanken att människor kan gå mycket långt för att uppnå och bevara sin självkänsla. Författarna bakom King of the Hill har placerat avsnittet på sin fem i topp-lista över bästa avsnitt från serien. Mikey Cahill på Herald Sun gillar mest scenen då Homer pratar med sin egen hjärna. Paul Lane från Niagara Gazette har ansett att säsong fyra är den bästa av de tjugo första eftersom den innehåller flera bra avsnitt som "Brother from the Same Planet". I en recension av säsong fyra har Lyndsey Shinoda på Video Store citerat att "Brother from the Same Planet" är en av hennes favoriter från säsongen.